# Рік Чарлзворт
Рік Чарлзворт (англ. Ric Charlesworth, 6 лютого 1952) — австралійський хокеїст на траві.
Срібний призер Олімпійських Ігор 1976 року, учасник 1972, 1984, 1988 років.
Чемпіон світу 1986 року, бронзовий призер 1978, 1982 років.